# ケビン・マッカーシー
ケビン・オーウェン・マッカーシー（英語: Kevin Owen McCarthy, 1965年1月26日 - ）は、アメリカ合衆国の政治家。共和党所属の元アメリカ合衆国下院議員。これまでに連邦議会下院議長（第64代）、また2014年から2023年まで下院における共和党の院内総務（2018年まで多数党、2019年より少数党）を務めた。

## 来歴
1965年1月26日、カリフォルニア州ベーカーズフィールドに誕生する。父親は消防署の副署長で母親は専業主婦であり、2人とも民主党員であった。1986年ごろに小企業を起業するがほどなく売却し、地元のカリフォルニア州立大学ベーカーズフィールド校で1989年にマーケティングの学士、1994年にMBAを取得。
大学在学中の1987年からビル・トーマス下院議員（カリフォルニア22区）のスタッフを務め、1995年、カリフォルニア州共和党青年部の議長に就任。1999年には共和党青年部全国連盟の議長となる。
2000年にKernコミュニティ・カレッジ地区評議員に当選。2002年にはカリフォルニア州議会下院議員に当選。2003年には新人議員ながら同州共和党院内総務。

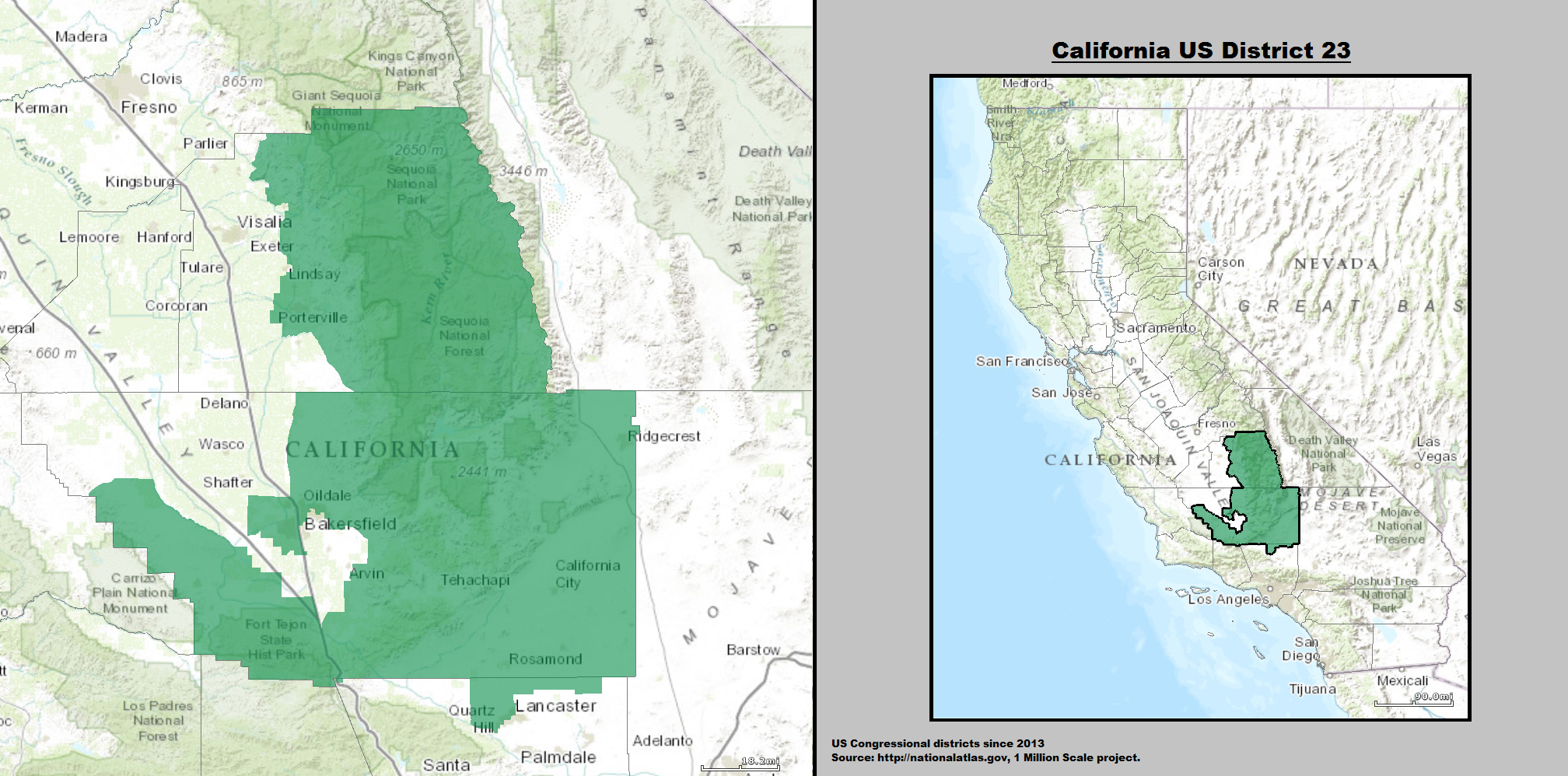
2012年選挙からのカリフォルニア州第23区

2006年にはかつて仕えたビル・トーマスの引退を受けて合衆国議会下院選挙に出馬。予備選挙、本選挙とも圧勝。共和党の強い地域であることもあり、以後の改選でも圧勝か対立候補無しの勝利を重ねる。当初はトーマスの後をうけての22区選出であったが、2012年からは区割り変更により23区選出となる。
1期目より議院運営委員会に所属。2009年には少数党筆頭院内副幹事、2011年には多数党院内幹事。
2014年、現職多数党院内総務のエリック・カンターが6月10日の下院改選共和党予備選挙で茶会運動系のデーブ・ブラットに敗北したため、カンターは翌日に7月31日を期して院内総務を辞任すると声明。マッカーシーは6月19日に後継の多数党院内総務に選出され、8月1日に就任。
2015年9月25日にジョン・ベイナー議長が会派内保守強硬派のフリーダム・コーカスとの対立から辞意を表明。議長に次ぐ会派ナンバー2である多数党院内総務であるマッカーシーは後継の意欲を表明するが、フリーダム・コーカスはマッカーシーへの支持を渋ったため、先行きを困難視したマッカーシーは10月8日に議長選不出馬と院内総務留任の意向を表明する。
2016年アメリカ合衆国大統領選挙の共和党予備選挙では早い段階からドナルド・トランプへの支持を表明する。
2018年の中間選挙で共和党は下院で過半数を失い、11月15日の院内総務選挙ではマッカーシーがオハイオ州選出のジム・ジョーダンを159票対43票で破り共和党の院内総務に再選され、2019年1月より始まる議会での少数党院内総務となった。
2021年アメリカ合衆国議会議事堂襲撃事件に際してトランプ大統領に扇動された暴徒達に襲撃を止めさせるようトランプに電話で求めたが、トランプは「君よりもこの人たちの方が選挙結果に懸念を持っているようだ」などと述べ、求めを拒否した。
2022年の中間選挙で共和党は下院で過半数を奪還し、マッカーシーは院内総務を退き2023年1月3日の下院議長選挙に臨んだものの共和党内からフリーダム・コーカスを中心としたトランプ支持の議員を中心とした造反が相次ぎ過半数を獲得できず、下院では約100年ぶりに再投票が行われ、その後も再投票を繰り返す事態となった。このためマッカーシーは造反議員に翻意するよう交渉を重ね、7日未明に行われた15回目の投票で過半数となる216票を獲得し、ようやく議長に選出された。10回以上の再投票が行われたのは、1859年以来153年ぶりであった。同年9月末の予算を巡るせめぎ合いでも、フリーダム・コーカスの圧力に悩まされたが、民主党と超党派的に協力することで辛うじて政府閉鎖を防いだ。しかし保守強硬派からの反発は大きく、10月2日には共和党のマット・ゲーツ議員がマッカーシーを議長から解任する動議を提出。3日の採決では民主党だけでなく共和党からも8議員が造反して賛成に回り、賛成216票、反対210票で動議は可決されマッカーシーは9カ月足らずで議長から降りることとなった。下院議長の解任はアメリカ史上初めてである。
議長解任からおよそ2ヶ月後の12月6日、ウォール・ストリート・ジャーナルへの寄稿で、「新たな形で米国に尽くすため」として、同月31日に下院議員を辞職すると表明した。